# Mallete

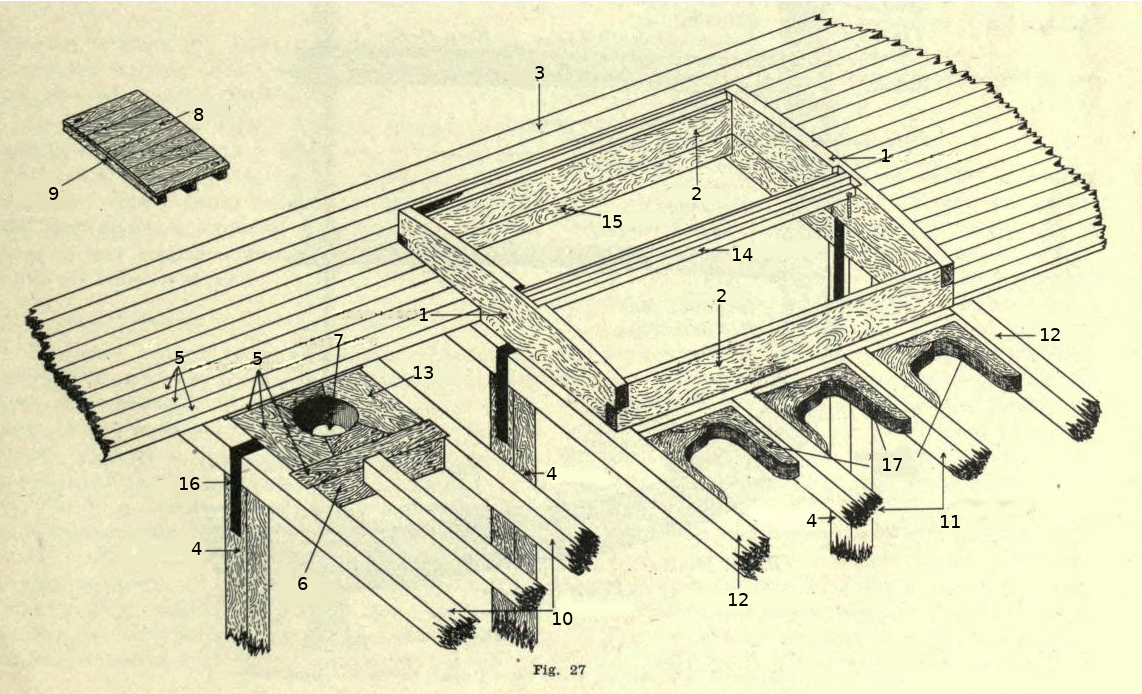
1.-Brazola
2.-Eslora de escotilla
3.-Cubierta
4.-Puntal
5.-Traca
6.-Llave de fogonadura
7.-Fogonadura
8.-Cuartel
9.-Eslora de tapa de escotilla
10.-Bao de fogonadura
11.-Semibao de escotilla
12.-Bao de escotilla
13.-Mallete
14.-Galeota de escotilla
15.-Carlinga
16.-Fleje
17.-Curva
Ref.: Diccionario enciclopédico marítimo (inglés-español), por Luis Delgado Lamelland.

En náutica, el mallete es cada uno de los barrotes de madera endentados en otros para formar un hueco cuadrado o cuadrilongo o incluso, circular o arqueado por el cual pase una pieza que ha de sufrir grandes esfuerzos. 

## Tipos
- Malletes del cabrestante (Cartabones): son las piezas o tacos de madera dura, que se colocan entre los guardainfantes para darles mayor firmeza.
- Malletes de fogonaduras:
- Mallete del bauprés (Horca, según llama Zuloaga):
- Malletes de carlingas:
- Malletes de crucetas:

El que entra a cola entre las galeotas de las embarcaciones menores y forma la fogonadura del palo por la parte de popa es de quita y pon y se saca para abatir dicho palo. 